# Aundh
Lo Stato di Aundh fu uno stato principesco del subcontinente indiano, avente per capitale la città di Aundh.

## Storia

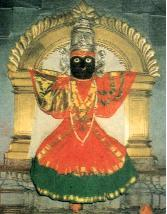
La dea Mahishasur Mardini Yamai seduta a gambe incrociate (scultura in pietra nera)

Lo stato di Aundh venne fondato da Parshuram Pant Pratinidhi che era un generale Maratha ed amministratore durante il regno dei governanti Chhatrapati Sambhaji e Chhatrapati Rajaram. Questi giocò un ruolo importante nella riconquista dei forti di Panhala, Ajinkyatara (a Satara) e Bhupalgad ai moghul durante il periodo 1700-1705.
L'ultimo regnante di Aundh fu raja Bhavan Rao Shrinivas (Bala Sahib), il quale aderì all'Unione Indiana l'8 marzo 1948.
La capitale omonima si trova 26 miglia a sud-est di Satara e nel 1911 aveva una popolazione di 3.500 abitanti. Aundh ospita il tempio di Yamai Devi che è la divinità protettrice (Kuladevata) delle famiglie Marathi locali. Secondo la mitologia induista, Ye Mai (ये माय / ये माई), lett. "Madre, per piacere vieni") fu il nome datole da Sri Rāma (Visnu) e dalla dea Lakshmi. Il suo culto fu introdotto nel 1630 da Trabak Pant Pratinidhi dell'antica famiglia brahminica Pant e capostipite di una successione dinastica e sacerdotale ininterrotta per quattro secoli: Ramchandra Pant Amatya fu un bramino deshasta, protagonista della guerra di indipendenza dei marathi dall'impero Mughal e il complotto che nel 1712 portò alla depposizione della regina Tarabai da parte di Sambhaji II.

## Governanti
I governanti dello stato di Akalkot ebbero il titolo di Pant Pratinidhi.

### Raja
- 1697-1718	Parusharam Trimbak	(1660-1718)
- 1718-1746	Shrinivasrao Parashuram		(m.1746)
- 1746-1754	Jagjivanrao Parashuram
- 1754-1776	Shrinivasrao Gangadhar		(m.1776)
- 1776-1777	Bhavanrao		(m.1777)
- 1777-1848	Parashuramrao Shrinivas "Thoto Pant" (prigioniero del pascià 1806-1818)	(1777-1848)
- 1848-1901	Shrinivasrao Parashuram "Anna Sahib"	(1833-11-27 - 1901)
- 1901-1905	Parashuramrao Shrinivas "Dada Sahib"	(1858-02-17 - 1905)
- 1905-1909	Gopalkrishnarao Parashuram "Nana Sahib"
- 1909-1947	Bhawanrao Shriniwasrao Pant Pratinidhi "Bala Sahib"	(1868-10-24 - 1951-04-13)